# Byn, Nordanstigs kommun
Byn är en bebyggelse i Gnarps socken i Nordanstigs kommun. Småortens östligaste gräns ligger cirka 170 meter från tätorten Gnarps västligaste gräns. Byn klassades före 2015 som en småort, men ses sedan 2015 som en del av tätorten Gnarp.

## Befolkningsutveckling
| Befolkningsutvecklingen i Byn 1950–2010 | Befolkningsutvecklingen i Byn 1950–2010 | Befolkningsutvecklingen i Byn 1950–2010 | Befolkningsutvecklingen i Byn 1950–2010 | Befolkningsutvecklingen i Byn 1950–2010 |
| --- | --------------------------------------- | --------------------------------------- | --------------------------------------- | --------------------------------------- |
| |                                         |                                         |                                         |                                         |
| År |                                         |                                         | Folkmängd                               | Areal (ha)                              |
| 1950 | 1950                                    |                                         | 349                                     | ##                                      |
| 1960 | 1960                                    |                                         | 229                                     | 65                                      |
| 1965 | 1965                                    |                                         | 203                                     | 65                                      |
| 1990 | 1990                                    |                                         | 104                                     | 50#                                     |
| 1995 | 1995                                    |                                         | 124                                     | 56#                                     |
| 2000 | 2000                                    |                                         | 114                                     | 56#                                     |
| 2005 | 2005                                    |                                         | 118                                     | 51#                                     |
| 2010 | 2010                                    |                                         | 101                                     | 51#                                     |
| Anm.: 1950 som Byn med Bosta. Sedan tätortsavgränsningen 1960 ligger Bosta i tätorten Gnarp. Byn upphörde som tätort 1970. Småorten räknas från 2015 som en del av tätorten Gnarp ## Som tätort/befolkningsagglomeration 1920–1950. # Som småort. |                                         |                                         |                                         |                                         |

## Idrott
Här finns även en fotbollsplan där Gnarps A-lags hemmamatcher spelas.